# 滿記甜品

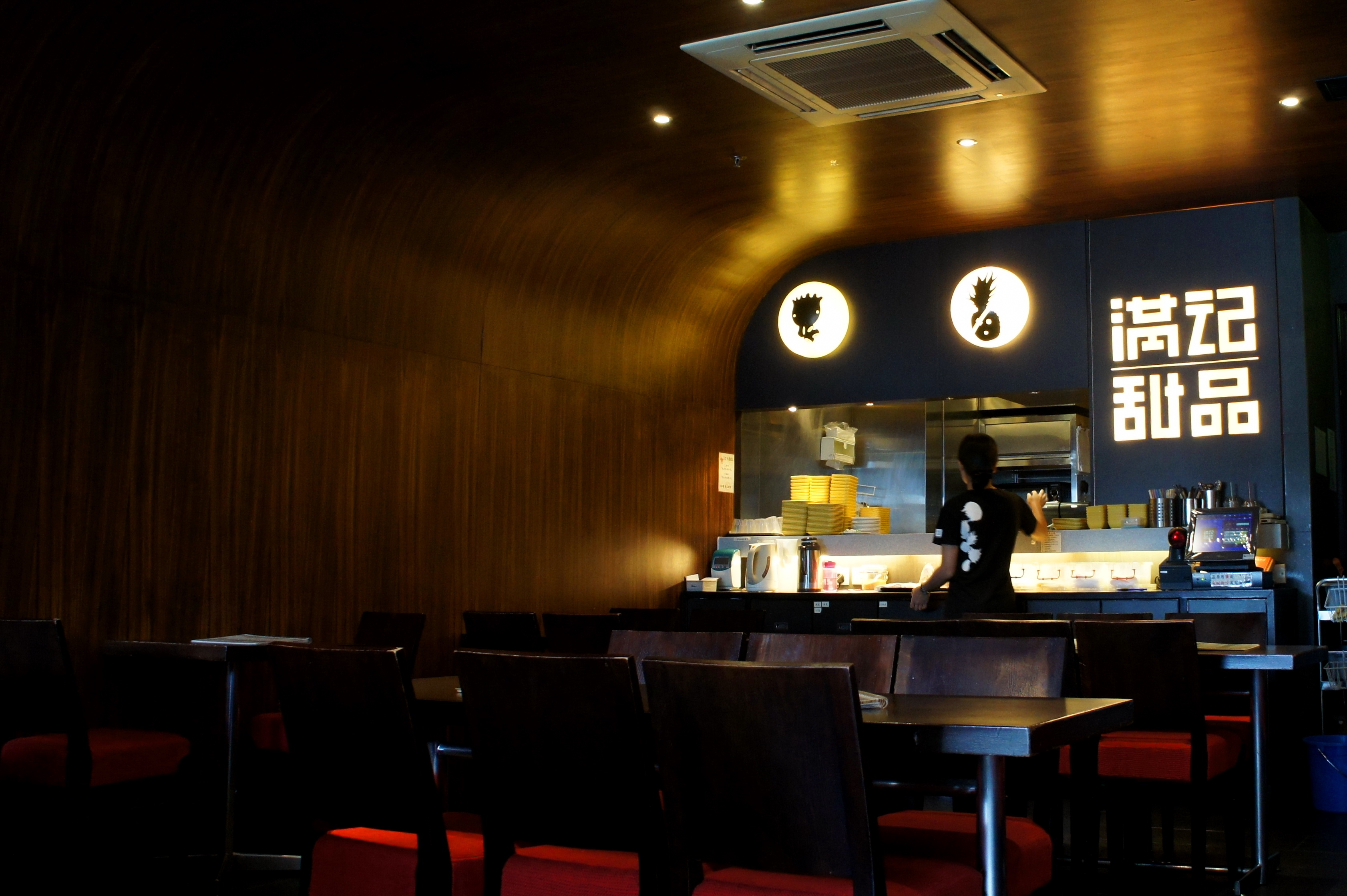
滿記甜品位於大嶼山昂坪市集的分店

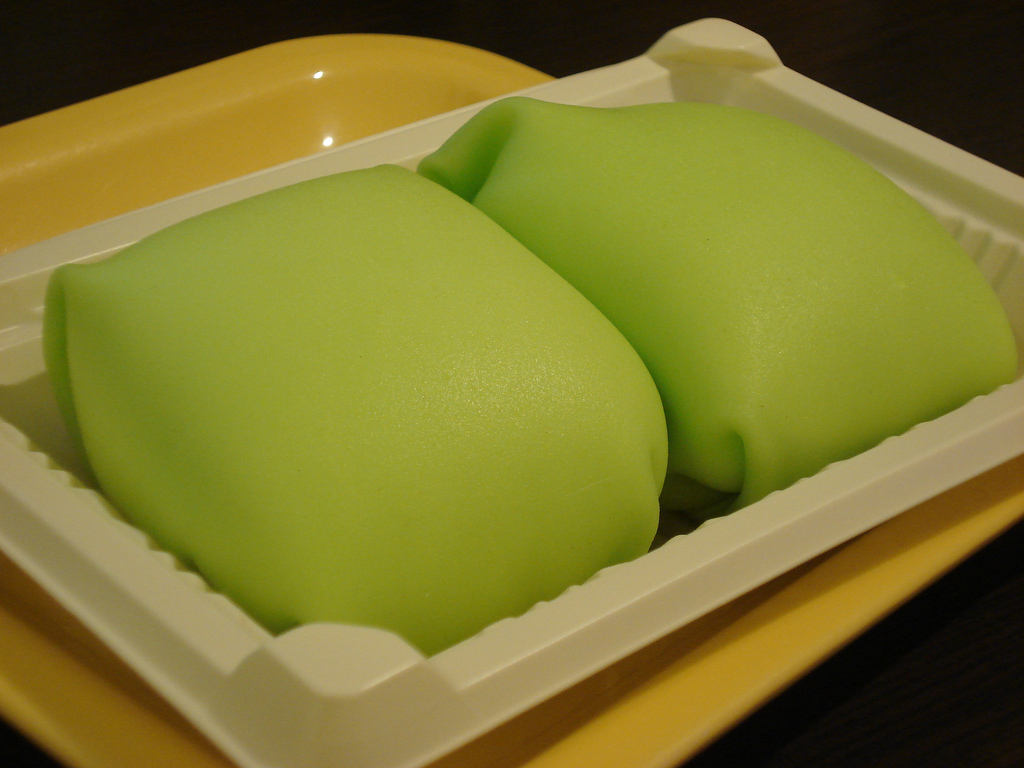
榴槤班戟

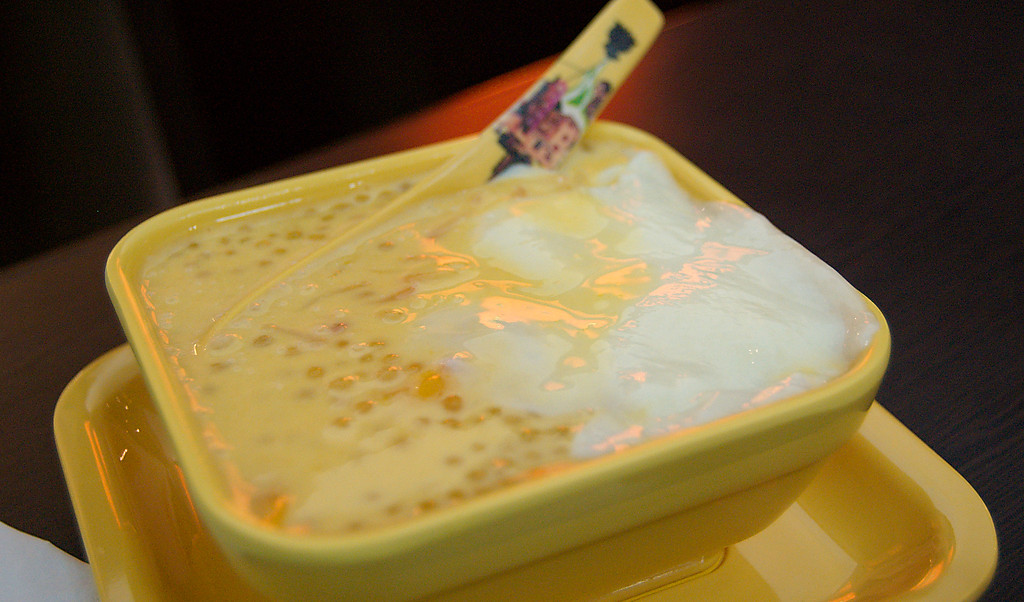
楊枝甘露

滿記甜品（英語：Honeymoon Dessert）是一家源於香港的連鎖式甜品店，創立於1995年；該連鎖店提供以水果如榴槤及芒果製作的手造甜品。
滿記甜品首家分店1995年開設於新界西貢普通道，其後於毗鄰擴充營業，並開始於香港其他地區開設分店。現於香港共有超過十家分店, 為香港其中一家最大型連鎖甜品店。
2018年8月2日滿記甜品旗下TEN MOON Limited獲得日本知名連鎖天婦羅丼飯店TENYA（天丼てんや）香港的特許經營權

## 分店列表
滿記：

香港島：上環西港城，灣仔石水渠街（只供外賣）

九龍：旺角朗豪坊美食廣場，南昌V Walk

新界：西貢普通道總店，上水中心，將軍澳將軍澳中心，沙田新城市廣場

離島區：大嶼山昂坪市集
TENYA（天丼てんや）:

九龍：紅磡黃埔花園

新界：大埔大埔超級城C區，元朗YOHO MALL，屯門市廣場已結業，將軍澳東港城，青衣青衣城

## 海外分店
滿記以合作形式於新加坡、中國內地，包括上海、杭州及長沙等地開設分店。
2020年9月26日加拿大首間直營旗艦店在大多倫多地區萬錦市Markham Town Square開幕。

## 著名甜品
- 榴槤班戟
- 芒果班戟
- 楊枝甘露
- 白雪黑珍珠

## 資料來源
1. ↑  上海满记甜品[永久]
2. ↑  .   [2022年6月27日]. （原始内容存档于2022年7月1日）.

## 外部連結
- 滿記甜品網站 （页面存档备份，存于）